# Laba
Laba, tudi Elba (češko Labe, nemško Elbe, dolnje nemško Elv) je ena glavnih rek Srednje Evrope. Izvira v pogorju Krkonoši na severu Češke, prečka severni del zgodovinske pokrajine Češke, nato Nemčijo in se izliva v Severno morje v Cuxhavnu, 110 km severozahodno od Hamburga. Njena skupna dolžina je 1094 kilometrov.
Glavni pritoki Labe vključujejo reke Vltava, Saale, Havel, Mulde, Schwarze Elster in Ohře.
Porečje Labe znaša 148.268 kvadratnih kilometrov in je četrto največje v Evropi. Je v štirih državah, največji del v Nemčiji (65,5%) in na Češkem (33,7%). Veliko manjša dela sta v Avstriji (0,6%) in na Poljskem (0,2%). Porečje naseljuje 24,4 milijona ljudi.

## Potek

### Na Češkem
Laba izvira na višini 1386 metrov v Krkonošah (v nemščini Riesengebirge) na severozahodni meji Češke v bližini Labská bouda. Od številnih majhnih potokov, katerih vode sestavljajo mlado reko, je najpomembnejša Bílé Labe ali Bela Laba. Potem, ko se je spustila 60 metrov v slapu Labský vodopád, se tok združi s hudourniško Malé Labe, nato pa združen tok Labe sledi na jug, in iz planinskih hudournikov pri kraju Jaroměř prejme vode Úpa in Metuje.
Tu Laba vstopi v veliko dolino po imenu Polabí (kar pomeni 'dežela vzdolž Labe') in nadaljuje na jug skozi Hradec Králové (kjer dobi pritok Orlice), nato pa v Pardubice, kjer se močno obrne na zahod. Pri Kolínu se približno 43 kilometrov naprej postopoma obrne proti severozahodu. V vasi Káraný, malo nad Brandýs nad Labem, dobi pritok Jizera.
V Mělníku se njen tok več kot podvoji z Vltavo ali Moldau, glavno reko, ki se vije proti severu skozi Češko. Pred sotočjem je Vltava v resnici precej daljša (434 km proti 294 kilometrov Labe do sedaj), ima večji pretok in večjo drenažno kotlino. Kljub temu iz zgodovinskih razlogov reka ohranja ime Laba, tudi zato, ker je na sotočju Laba tista, ki teče skozi glavno, širšo dolino, medtem ko Vltava priteče v dolino skoraj pod pravim kotom v Labo.
Nekoliko nižje dolvodno, v Litoměřicag, se vode Labe obarvajo z rdečkasto Ohře (Eger). Tako povečana in široka 140 metrov, Laba vreže pot skozi bazaltno maso Češkega sredogorja (České Středohoří), prebija svojo pot skozi slikovito, globoko, ozko in ukrivljeno skalnato sotesko.

### V Nemčiji
Kmalu po prečkanju češko-nemške meje in prehodu skozi Labsko peščenjakovo hribovje (nemško Elbsandsteingebirge, češko Labské pískovce), reka prevzame severozahodno smer, ki se ne spremeni do Severnega morja.
Rečni zavoji skozi Dresden in končno, zunaj Meissna, na dolgem potovanju prečkajo severno nemško ravnino, ki poteka vzdolž nekdanje meje vzhodne Nemčije in se na poti dotakne Torgaua, Wittenberga, Dessauja, Magdeburga, Wittenberga in Hamburga in pridobi vode Mulde in Saale z zahodne smeri in tiste z vzhoda kot so Schwarze Elster, Havel in Elde. V njenem severnem delu sta obe obali Labe značilno ploski, zelo rodovitna močvirja (Elbmarschen), nekdanja poplavna ravnica Labe, sedaj nasip.
Pri Magdeburgu je znamenito križanje vodnih poti, kjer največji evropski plovni akvadukt, imenovan Magdeburški kanalski most (nem. Kanalbrücke Magdeburg), nosi kanal preko Labe in njenih bregov, kar omogoča neprekinjen ladijski promet. 
Od soteske Geesthacht (na kilometru 586) na spodnjem toku Labo doseže plimovanje, ta del se zato imenuje Spodnja Laba (Unterelbe). Kmalu pride do Hamburga. Znotraj mestne dežele ima številne krake, kot so Dove Elbe, Gose Elbe, Köhlbrand, Norderelbe, Reiherstieg, Süderelbe. Nekateri od njih so bili odklopljeni za plovila od glavnega toka z nasipi. Leta 1390 je bila Gose Elbe ('plitva Laba') ločena od glavnega toka z nasipom, ki je povezal dva otoka Kirchwerder in Neuengamme. Dove Elbe ('gluha Laba') je bila z nasipom prekinjena v 1437/38 pri vasi Gammer Ort. Ta hidravlična dela so bila izvedena za zaščito močvirja pred poplavami in za izboljšanje oskrbe z vodo v pristanišču Hamburg. Po močni poplavi iz Severnega morja leta 1962 je bil zahodni odsek Süderelbe ločen in postal Alter Süderelbe, medtem ko vode vzhodne Süderelbe zdaj združene v Köhlbrand, ki ga premošča most Köhlbrandbrücke, zadnji most čez Labo pred Severnim morjem.
Norderelbe teče mimo Elbphilharmonie in jo nato prečka predor Alter Elbtunnel, oba v mestnem središču Hamburga. Nekoliko nizvodno se dva kraka Spodnje Labe, Severna Laba in Köhlbrand ponovno združita južno od Altona-Altstadt v mestu Hamburg. Takoj po združitvi obeh krakov Laba teče preko predora Neuer Elbtunnel, zadnji cestni objekt, ki prečka reko pred Severnim morjem. V zalivu Mühlenberger Loch v Hamburgu na kilometru 634 sta se Severna in Južna Laba ponovno združila, zato je zaliv videti kot začetek Spodnje Labe (Niederelbe). Ko zapustiti mestno državo reka prehaja med Holsteinom in Elbe-Weser trikotnikom s Stadejem, dokler ne steče v Severno morje v Cuxhavnu. V bližini ustja v Brunsbüttelu teče mimo vstopa v Nord-Ostsee-Kanal, potem se stopi s Severnim morjem.

## Naselja
| Mesto                            | Št. prebivalcev |
| -------------------------------- | --------------- |
| Hradec Králové                   | 92.808          |
| Pardubice                        | 89.693          |
| Kolín                            | 30.946          |
| Káraný                           | 769             |
| Brandýs nad Labem-Stará Boleslav | 18.134          |
| Mělník                           | 19.201          |
| Litoměřice                       | 24.101          |
| Ústí nad Labem                   | 93.409          |
| Děčín                            | 49.833          |
| Dresden                          | 543.825         |
| Meissen                          | 27.936          |
| Torgau                           | 20.047          |
| Wittenberg                       | 46.475          |
| Dessau                           | 77.394          |
| Magdeburg                        | 235.723         |
| Wittenberge                      | 17.206          |
| Hamburg                          | 1.787.408       |
| Stade                            | 46.378          |
| Cuxhaven                         | 48.264          |

## Plovnost
Od leta 1842 je Laba plovna za komercialna plovila in zagotavlja pomembne trgovinske povezave tako v notranjosti kot v Pragi. Reka je povezana s kanali (Elbe-Seitenkanal, Elbe-Havel-Kanal, Mittellandkanal) na industrijskih območjih Nemčije in do Berlina. Elbe-Lübeck-Kanal povezuje Elbo z Baltskim morjem, kakor tudi Nord-Ostsee-Kanal, katerega zahodni vhod je blizu ustja Labe. Elbe-Weser-Schifffahrtsweg povezuje Elbo z reko Weser.
Z Versajsko pogodbo je plovba po Labi postala predmet Mednarodne komisije za Labo s sedežev v Dresdnu. Statut Komisije je bil podpisan v Dresdnu 22. februarja 1922. Po členih 363 in 364 Versajske pogodbe je imela Češkoslovaška pravico, da najame svoj pristanišče Moldauhafen v Hamburgu. Pogodba o zakupu z Nemčijo, ki jo nadzira Združeno kraljestvo, je bila podpisana 14. februarja 1929, in se bo končala leta 2028. Od leta 1993 ima Češka nekdanji češkoslovaški pravni položaj.
Pred ponovno združitvijo Nemčije je promet v vodah v Zahodni Nemčiji oviralo dejstvo, da je morala notranja plovba v Hamburg potekati skozi Nemško demokratično republiko. Elbe-Seitenkanal je bil zgrajen med zahodnonemškim odsekom Mittellandkanala in Spodnjo Labo, da bi obnovili to povezavo. Ko sta se združila oba naroda, so se začele izboljševati in obnavljati prvotne povezave: Magdeburgski vodni most zdaj omogoča velikim baržam, da prečkajo Elbo, ne da bi morale vstopiti v reko. Pogosto nizek vodostaj Labe ne ovira več plovbe do Berlina.

## Trajekti
Labo prečka mnogo trajektov tako za pešce kot morotna vozila. Dolvodno so to : 
- Dolní Žleb Ferry, pri Dolní Žleb v okrožju Děčín
- Rathen Ferry pri Rathen
- Pillnitz Kleinzschachwitz Ferry v vzhodnem delu Dresdna
- Laubegast Niederpoyritz Ferry v Dresdnu
- Johannstadt Neustadt Ferry v Dresdnu
- Belgern Ottersitz Ferry med Belgernom in Ottersitzem
- Dommitzsch Prettin Ferry med Dommitzschem in Prettinom
- Mauken Pretzsch Ferry med Maukenom in Pretzschem
- Wartenburg Elster Ferry med Wartenburgom in Elsterjem
- Wörlitz Coswig Ferry med Wörlitz and Coswig
- Steutz Aken Ferry med Steutz and Aken
- Tochheim Ferry med Tochheim and Alt Tochheim near Breitenhagen
- Ronney Barby Ferry med Barby and Walternienburg
- Westerhüsen Ferry, at Westerhüsen near Magdeburg
- Schartau Rogätz Ferry med Schartau and Rogätz
- Ferchland Grieben Ferry med Ferchland and Grieben
- Sandau Büttnershof Ferry med Sandau and Büttnershof
- Räbel Havelberg Ferry med Räbel and Havelberg
- Lenzen Pevestorf Ferry med Lenzen and Pevestorf
- Darchau Ferry med Darchau and Neu Darchau
- Bleckede Ferry med Bleckede and Neu Bleckede
- Zollenspieker Ferry med Kirchwerder and Winsen (Luhe) to the east of Hamburg
- Ferries in the port of Hamburg, operated by HADAG[6]
- Wischhafen Glückstadt Ferry med Wischhafen and Glückstadt to the west of Hamburg

Mnogi od teh trajektov so tradicionalni reakcijski trajekti, vrsta kablskega trajekta, ki za pogon uporablja tok reke.

## Etimologija
Prvič potrjeno v latinščini kot Albis, ime Laba pomeni 'reka' ali 'rečna struga' in ni nič drugega kot visokonemška različica besede (albiz), najdena tudi drugje v nemščini; prim. staronordijsko je 'reka' Elfr, švedsko älv, norveško elv, staroangleško elf in srednje dolnjenemško elve 'rečna postelja'.

## Zgodovina
Labo je Ptolemaj zabeležil kot Albis (nemško za 'reko') v Germania Magna z izvirom v gorah Asciburgis (Krkonoše, Riesengebirge), kjer so živel germanski Vandali.
Laba je že dolgo pomemben delilnik evropske geografije. Rimljani so poznali reko kot Albis, vendar so se poskušali samo enkrat premakniti na vzhodno mejo svojega imperija naprej od Rena do Labe. Ta poskus ni uspel v bitki pri Tevtoburškem gozdu leta 9., po kateri tega nikoli več niso zares poskušali. V srednjem veku je tu nastala vzhodna meja imperija Karla Velikega. Plovni odseki reke so bili prav tako bistveni za uspeh Hanseatske lige in veliko prometa je bilo opravljenega po njenih vodah.
Od začetka 6. stoletja so območja vzhodno od rek Labe in Saale (ki so bila poseljena od 4. stoletja) naseljena s slovanskimi plemeni, imenovani Polabski Slovani, ki jim je leta 804 Karel Veliki podelil suverenost. Po njegovi smrti leta 814 so Sasi napadli slovanski ozemlja, iztrebljali Slovane in zaporedno uničevali njihove države in kulturo, ki jim je v 10. stoletju sledil Gero. V 12. stoletju, v vendski križarski vojni, so popolnoma uničili tudi katoliško vojvodino Kopnik, poljski vazal, ki je sčasoma postal Berlin - nemška prestolnica.
Laba je ločila zahodne dele Nemčije od vzhodnih, tako imenovane Vzhodne Elbie (Ostelbien), kjer so bile fevdalne dolžnosti in tlačanstvo strožji in prevladovali dlje kot na zahodu reke in kjer so fevdalci imeli večje posesti kot na zahodu. Tako so se uveljavile ogromne zemljiške posesti. Severnonemško območje severno od Spodnje Labe se je v srednjem veku imenovalo Nordalbingien. Ko so se leta 1977 združile štiri luteranske cerkve, so izbrali ime Nordelbische Evangelisch-Lutherische Kirche. Tudi druge upravne enote so se poimenovale po reki Labe, kot so vestfalski Elbe département (1807–1813) in Spodnji Elbe département (1810) ter francoski departma Bouches-de-l'Elbe (1811–1814).
Leta 1945, ko se je bližal konec druge svetovne vojne, je bila nacistična Nemčija ujeta med vojskami zahodnih zaveznikov in Sovjetske zveze. 25. aprila 1945 sta se ti dve sili povezali v bližini Torgaua na Labi. Dogodek je bil označen kot Elbe Day. Po vojni je bila Laba del meje med Vzhodno in Zahodno Nemčijo.
V sedemdesetih letih je Sovjetska zveza izjavila, da je bil pepel Adolfa Hitlerja raztresen v Labo, potem ko so ga prinesli iz njegovega prvotnega groba.

## Velika zavarovana območja

### Narodni parki
Status narodnega parka vzdolž Labe imajo štiri področja: Narodni park Krkonoše (370 km²) na območju izvira, Narodni park "Saška Švica" (93 km²) v Labskem peščenjakovem hribovju, Narodni park Hamburgisches Wattenmeer (138 km²) in Narodni park "Schleswig-Holstein Wattenmeer" (4410 km²), od tega le majhen del na območju izliva Labe). Narodni park "Elbtalaue", ki je bil leta 1998 določen v Spodnji Saški, je moral biti zaradi formalnih pravnih razlogov in zaradi pritožbe enega samega kmeta opuščen, ker ne izpolnjuje strogih mednarodnih meril v svojem osrednjem območju.

### Biosferni rezervati
Zaradi formalne neustreznosti pogojev za narodni park, so leta 1997 večji del srednje Labe prepoznali kot biosferni rezervat. Poleg ohranjanja narave se osredotoča tudi na upravljanje turizma in kmetijstva. Čezmejni Unescov biosferni rezervat "Flusslandschaft Elbe" med Saško-Anhaltom in Schleswig-Holsteinom obsega skupno 3.428 km² in več kot 400 km dolžine reke. Poleg tega obstaja več biosfernih rezervatov, ki so deloma skladni z Unescovim rezervatom, na primer rezervat Biosphere Mittelelbe okrog Dessau-Roßlau, rezervat Flusslandschaft Elbe-Brandenburg in "Niedersächsische Elbtalaue".

### Habitatna direktiva EU
V okviru koncepta evropske mreže za ohranjanje narave Natura 2000 so zvezne države in zvezna vlada pri Evropski komisiji v Bruslju obvestile o nekaterih provincah vzdolž Labe. To je stroga kategorija zavarovanih območij, ki bi morala zagotavljati primarnost narave za različne namene in se zavzema za zamisel o mreži biokoridorjev. Območja so pogosto skladna z drugimi, že določenimi kategorijami zaščitenih območij.

### Ptičja direktiva
Na spodnji Srednji Labi in Spodnji Labi je bilo v skladu s to kategorijo zaščite opredeljeno več območij, ki vzporedno z direktivo o habitatih upoštevajo predvsem ptičji živelj. V istem delu so tudi številna mokrišča mednarodnega pomena v skladu z Ramsarsko konvencijo.

### Naravni rezervat
Status naravnega rezervata - ta stroga kategorija zaščite po nacionalni zakonodaji - imajo številna manjša območja ob Labi, ki so lahko del večjih zavarovanih območij, a ne nujno.

### Zaščitena pokrajina
Območja z zaščiteno pokrajino kot kategorijo šibke zaščite v skladu z državno zakonodajo so tu omenjena zaradi celovitosti; praktično nimajo pomena za ohranjanje narave. Zaščitena krajinska območja služijo bolj za ohranitev pokrajine zaradi človeških vplivov. Na urbanih območjih ščitijo preostala območja poplavne ravnice pred nadgradnjo.

### Naravni park
Naravni park je pretežno turistično območje. Ob Labi je treba omeniti naravni park Elbhöhen-Wendland (1160 km²) v Spodnji Saški. Ta del Labe, ki je bila od konca druge svetovne vojne v obmejnem območju med Nemčijama, je sedaj tudi del "zelenega pasu" – projekt, ki je ostal v naravnem stanju, dolg 1400 km, in želi obdržati in razširiti sistem biokoridorjev.